# Veròngides
Els veròngides (Verongida) són un ordre de demosponges de las subclasse dels Verongimorpha.

## Taxonomia
L'ordre inclou cinc famílies i un total de 92 espècies:
- Família Aplysinellidae Bergquist, 1980
- Família Aplysinidae Carter, 1875
- Família Ernstillidae Vacelet, Erpenbeck, Díaz, Ehlrich & Fromont, 2019
- Família Ianthellidae Hyatt, 1875
- Família Pseudoceratinidae Carter, 1885